# Fauillet
Fauillet ist eine Gemeinde im Südwesten Frankreichs mit 857 Einwohnern (Stand: 1. Januar 2022) und liegt im Département Lot-et-Garonne in der Region Nouvelle-Aquitaine (bis 2016: Aquitanien).
Die Bewohner werden Fauilletais genannt.

## Geographie
Die Gemeinde liegt zwischen Tonneins und Bergerac nahe dem Zusammenfluss von Tolzac und Garonne und umfasst den Ortsteil Généraux.
Umgeben wird Fauillet von den folgenden Nachbargemeinden:
| Fauguerolles | Gontaud-de-Nogaret                          |          |
| Sénestis     | Kompassrose, die auf Nachbargemeinden zeigt | Varès    |
|              | Lagruère                                    | Tonneins |

## Geschichte
Die Gemeinde war zwischen 1973 und 1987 an Tonneins angegliedert worden. Ein Straßenname (Rue du 1er-Octobre-1987) erinnert an die Wiederherstellung von Fauillet.

## Demographie
Die Bevölkerungsentwicklung in Fauillet wird seit 1793 dokumentiert. Mit Ausnahme von 2006 wurden jährlich Statistiken durch das INSEE veröffentlicht.
2015 zählte die Gemeinde 839 Einwohner, was einen Rückgang von 2,33 % gegenüber 2010 bedeutet.
| Jahr      | 1793  | 1800 | 1846  | 1876 | 1901 | 1946 | 1968 | 1999 | 2006 | 2011 | 2018 |
| --------- | ----- | ---- | ----- | ---- | ---- | ---- | ---- | ---- | ---- | ---- | ---- |
| Einwohner | 1.173 | 611  | 1.157 | 911  | 804  | 716  | 788  | 815  | 861  | 864  | 857  |

## Sehenswürdigkeiten
- Kirche Saint-Jean-Baptiste von Fauillet
- Kirche Saint-Jean in der Nähe von Lagravette, erste Kirche des Dorfes
- Wassermühle am Tolzac
- Ehemalige Rathaushalle aus dem 19. Jahrhundert